# Jaam-e-Jam
Jaam-e-Jam är en persiskspråkig TV-kanal med säte i USA.